# Витерелли, Джо
Джозеф «Джо» Витерелли (англ. Joe Viterelli, итал. Joe Viterelli; 10 марта 1937 года, Бронкс, Нью-Йорк, США — 28 января 2004 года, Лас-Вегас, Невада) — американский актёр итальянского происхождения. Известен по комедиям «Анализируй это» и «Анализируй то», где сыграл гангстера по кличке «Студень» (англ. Jelly), выполнявшего поручения известного нью-йоркского мафиози Пола Витти (Роберт де Ниро).

## Биография
Джозеф Витерелли родился в семье итальянских иммигрантов в Бронксе. Прежде чем стать актёром, Витерелли был бизнесменом в Нью-Йорке. Вскоре он подружился с актёром и режиссёром Лео Пенном (отец актёров Шона Пенна и Криса Пенна), который, заметив его уникальную внешность, попытался убедить Витерелли начать актёрскую карьеру, но потерпел неудачу. Несколько лет спустя, Пенн вновь попросил Витерелли попробовать себя в роли, как об одолжении. Витерелли согласился и в итоге снялся более чем в 30 фильмах.
В 1994 году был номинирован на премию «Awards Circuit Community Awards» в категории «Лучший актёрский ансамбль» за роль в фильме «Пули над Бродвеем».
Джо Витерелли скончался 28 января 2004 года в Лас-Вегасе, штат Невада, в связи с тяжелой формой кровоизлияния желудка из-за осложнения после только что завершившейся операции на сердце. Похоронен на кладбище Святого Креста в Калифорнии.

## Фильмография
| Год       |    | Русское название        | Оригинальное название     | Роль                    |
| --------- | -- | ----------------------- | ------------------------- | ----------------------- |
| 1990      | ф  | Состояние исступления   | State Of Grace            | Борелли                 |
| 1991      | ф  | Гангстеры               | Mobsters                  | Джо Профачи             |
| 1991      | с  | —                       | Palace Guard              | безымянная роль         |
| 1992      | тф | То, о чём она не знает  | What She Doesn't Know     | Толстый Томми Кардуччи  |
| 1992      | ф  | Руби                    | Ruby                      | Джозеф Валачи           |
| 1992      | тф | В тени убийцы           | In the Shadow of a Killer | Джино Марчесе           |
| 1993      | ф  | Фирма                   | The Firm                  | Джои Моролто            |
| 1993      | с  | Падшие ангелы           | Fallen Angels             | Уголино                 |
| 1994      | ф  | Пули над Бродвеем       | Bullets Over Broadway     | Ник Валенти             |
| 1994      | с  | Комиссар полиции        | The Commish               | Виктор Касабиан         |
| 1995      | с  | Маркер                  | Marker                    | безымянная роль         |
| 1995      | ф  | Постовой на перекрёстке | The Crossing Guard        | Джо                     |
| 1996      | ф  | Пулемётный блюз         | Black Rose of Harlem      | Костанза                |
| 1996      | ф  | Пленники небес          | Heaven’s Prisoners        | Диди Джанкано           |
| 1996      | ф  | Стиратель               | Eraser                    | Тони Два-Пальца         |
| 1996      | ф  | Американские бродяги    | American Strays           | Джин                    |
| 1997      | ф  | В открытом море         | Out to Sea                | Мики                    |
| 1997      | ф  | В поисках Лолы          | Looking for Lola          | Сальваторе Греко        |
| 1998      | ф  | Мафия!                  | Jane Austen’s Mafia!      | Доминик Кламато         |
| 1999      | ф  | Анализируй это          | Analyze This              | «Студень»               |
| 1999      | ф  | Долина смерти           | Facade                    | Макс                    |
| 1999      | ф  | Голубоглазый Микки      | Mickey Blue Eyes          | Винни Д’Агостино        |
| 1999      | ф  | Заказанный убийца       | Hitman's Run              | Джимми / Ховард Сассман |
| 1999      | ф  | —                       | A Walk in the Park        | мистер Костелло         |
| 1999—2000 | с  | Полоса                  | The Strip                 | Камерон Грин            |
| 2000      | ф  | Пробиться наверх        | Wannabes                  | Санто Миньери           |
| 2001      | ф  | Агент по кличке Спот    | See Spot Run              | Джино                   |
| 2001      | ф  | Лицом к лицу            | Face to Face              | Чарли                   |
| 2001      | ф  | —                       | The Cure for Boredom      | Толстый Тони Рагони     |
| 2001      | ф  | Любовь зла              | Shallow Hal               | Стив Шэнехан            |
| 2001      | ф  | —                       | Donzi: The Legend         | Джек Креймер            |
| 2002      | ф  | Мошенники               | Serving Sara              | Толстый Чарли           |
| 2002      | ф  | Анализируй то           | Analyze That              | «Студень»               |